# John Bachar

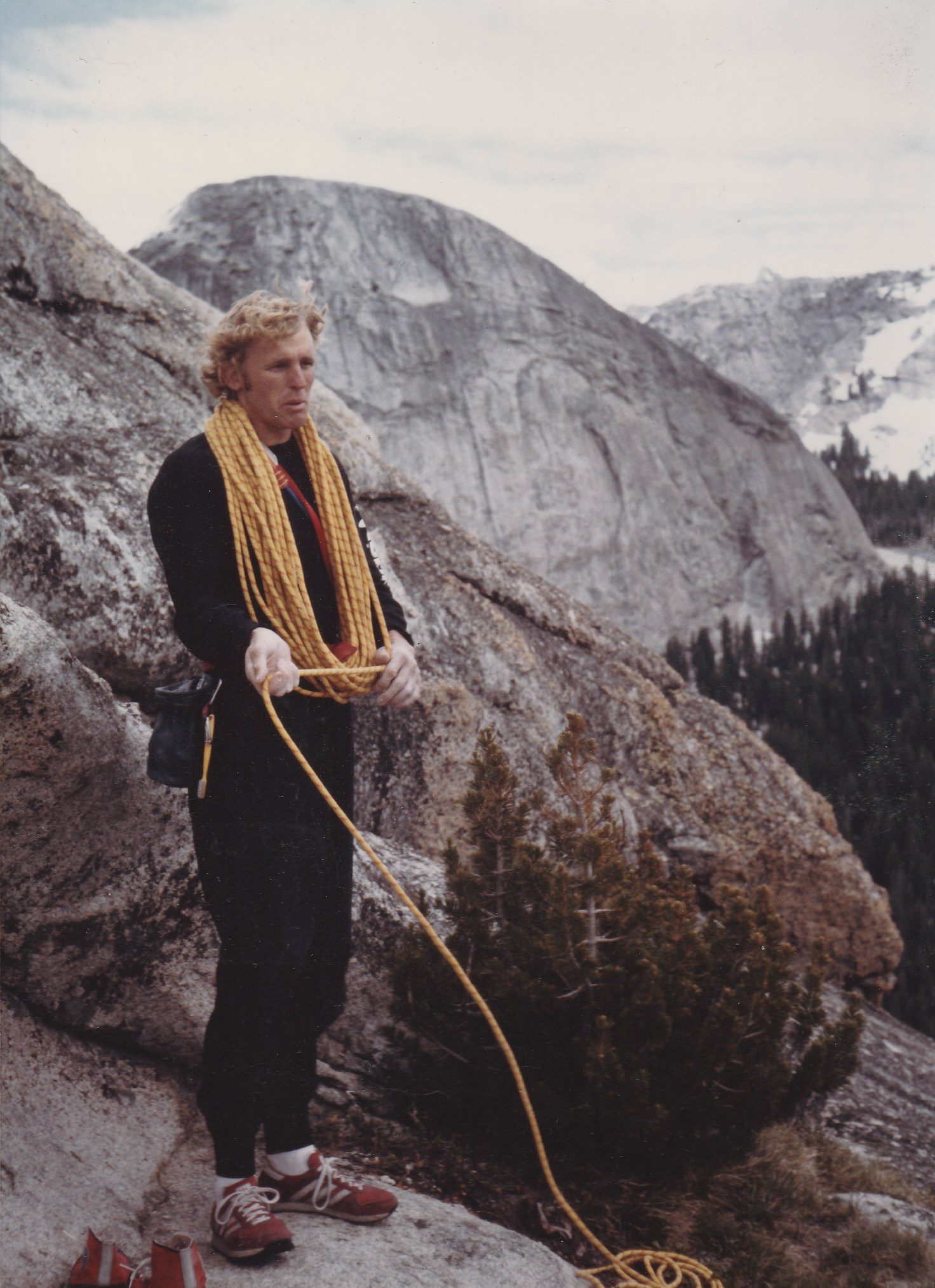
John Bachar Mitte der 1980er Jahre am Ausstieg von Gray Ghost in den Tuolumne Meadows

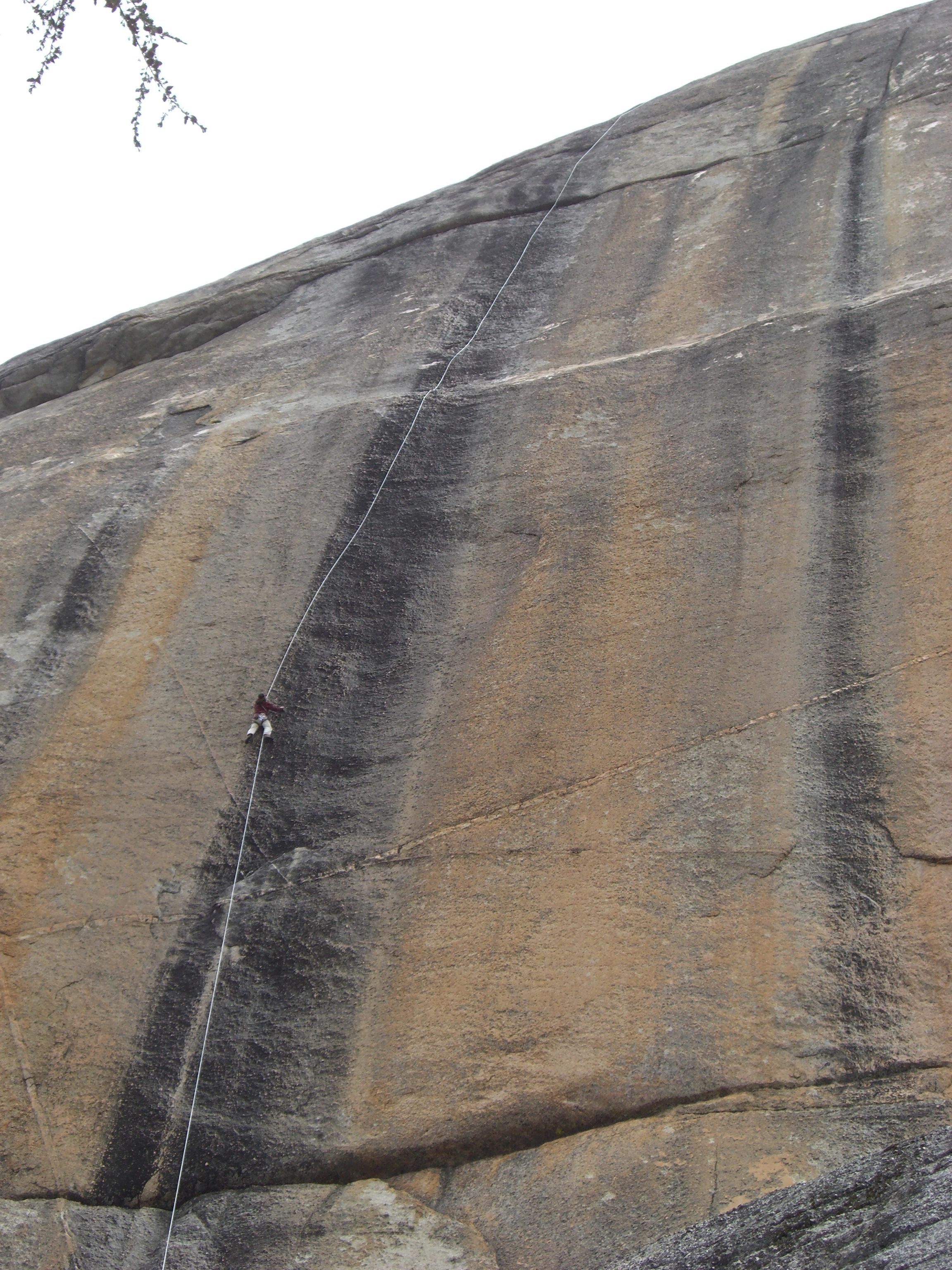
Ron Kauk klettert die Route Bachar-Yerian (5.11c) am Medlicott Dome, Tuolumne Meadows (2006)

John M. Bachar (* 23. März 1957 in Los Angeles; † 5. Juli 2009 bei Mammoth Lakes) war ein US-amerikanischer Kletterer. Er war bekannt für seine spektakulären Free-Solo-Begehungen. Er gilt als einer der Väter des modernen Sportkletterns und war Erstbegeher zahlreicher schwerer Kletterrouten überall in der Welt.
John Bachar wurde im Jahr 1957 geboren und wuchs als Sohn eines Mathematikprofessors in Los Angeles in Kalifornien auf. Er begann in Kalifornien in Stoney Point im Chatsworth Park North mit dem Klettern. Sein damaliger Kletterpartner John Long ermutigte ihn, Routen Free-Solo zu klettern. Schon Anfang der 1970er Jahre gelangen ihm die Free-Solo-Begehung der Route Double Cross Schwierigkeit 5.7 (amerikanische Skala) im Joshua Tree National Park und schwere Boulder wie Planet X (V6 Boulderskala) und So High (V5). Im Yosemite-Nationalpark gelangen ihm die seilfreie Begehung der Routen wie New Dimensions (5.11a) und The Nabisco Wall sowie die Drei-Seillängen-Route (Waverly Wafer (5.10c), Butterballs (5.11c) und Butterfingers (5.11a)). John Bachar, der damals fast ausschließlich im Campingplatz Camp 4 im Yosemite-Nationalpark lebte, trainierte dort systematisch und konnte so sein Kletterkönnen immer weiter steigern. So richtete er sich einen Fitnessparcours ein und übte einarmige Klimmzüge mit Zusatzgewicht.
Er eröffnete mit Dave Yerian im Jahr 1981 in den Tuolumne Meadows im Osten des Yosemite-Nationalparkes die 166 Meter lange Route Bachar-Yerian (5.11c). Es handelt sich um eine Plattenkletterei, welche nur mit 13 im Vorstieg gesetzten Bohrhaken gesichert ist.
Im Jahr 1986 gelang ihm mit Peter Croft die Besteigung von El Capitan und Half Dome in weniger als 14 Stunden. Im Jahr 1990 kletterte er die Routen Enterprise (5.12b) und The Gift (5.12 c) free solo.
Im August 2006 brach sich John Bachar bei einem Autounfall die Wirbelsäule und konnte längere Zeit nicht klettern.
In Deutschland wurde John Bachar durch die Teilnahme am Konsteiner Klettertreffen im Jahr 1981 bekannt. Er gab durch diesen Besuch des Treffens, durch die Wiederholung der schwersten damaligen Routen und die Erstbegehung von Chasin' the trane (Schwierigkeit 9 (UIAA)) im Krottenseer Forst der Sportkletterbewegung in Deutschland größere Impulse. Bachar lebte in Twin Lakes in der Nähe von Mammoth Lakes und war Designer bei Acopa International LLC, einem Hersteller von Kletterschuhen. Er war verheiratet und hatte einen Sohn. Am 5. Juli 2009 stürzte er bei einer Free-Solo-Begehung an der Dike Wall in der Nähe seines Wohnortes tödlich ab.

## Belege
1. ↑  John Bachar bei Free Solo tödlich verunglückt (Memento des Originals vom 9. Juli 2009 im Internet Archive)  Info: Der Archivlink wurde automatisch eingesetzt und noch nicht geprüft. Bitte prüfe Original- und Archivlink gemäß Anleitung und entferne dann diesen Hinweis., 6. Juli 2009, Bericht von UKClimbing.com

| Personendaten    | Personendaten                       |
| ---------------- | ----------------------------------- |
| NAME             | Bachar, John                        |
| ALTERNATIVNAMEN  | Bachar, John M.                     |
| KURZBESCHREIBUNG | US-amerikanischer Kletterer         |
| GEBURTSDATUM     | 23. März 1957                       |
| GEBURTSORT       | Los Angeles                         |
| STERBEDATUM      | 5. Juli 2009                        |
| STERBEORT        | bei Mammoth Lakes, Kalifornien, USA |